# Nicholas Thomas Wright
Nicholas Thomas Wright, detto Tom (Morpeth, 1º dicembre 1948), è un vescovo anglicano e teologo inglese.
È stato vescovo di Durham dal 2003 al 2010 ed è uno dei principali studiosi del Nuovo Testamento del mondo anglosassone, nonché autore prolifico. Le sue opere accademiche sono sempre firmate N.T. Wright, mentre quelle più divulgative Tom Wright.
È considerato un esponente dell'evangelicalismo moderato e uno dei maggiori interpreti della cosiddetta "Terza ricerca del Gesù storico". Tra i suoi ambiti di studio vi è pure l'apostolo Paolo di Tarso e la sua ricerca si colloca nella scia del teologo anglosassone James Dunn e dello statunitense E.P. Sanders, che collocano le figure di Paolo e Gesù nel giudaismo del primo secolo.

## Biografia
È sposato dal 1971; ha due figli e due figlie, nonché due nipoti.
Ha ottenuto la laurea in Literae Humaniores nel 1971, in Teologia nel 1973; il Master of Arts nel 1975 e due dottorati: nel 1981 in Filosofia con G.B. Caird con una tesi sul Il Messia e il popolo di Dio: uno studio della teologia paolina con particolare attenzione alla Lettera ai Romani, e nel 2000 in Divinity (teologia) con le due opere The New Testament and the People of God e Jesus and the Victory of God (cfr. Bibliografia)
È stato consacrato ministro della Chiesa d'Inghilterra nel 1976 e vescovo nel 2003.
Riconoscimenti accademici
- 2007	Doctor h.c. in Divinity, Durham University
- 2006	Doctor h.c. in Divinity, Wycliffe College, Toronto
- 2006	Doctor h.c. in Divinity, Nashotah House
- 2004	Fellow h.c., Merton College, Oxford
- 2003	Doctor h.c. in Humanae Litterae, Gordon College, Massachusetts
- 2003	Fellow h.c., Downing College, Cambridge
- 2001	Doctor h.c. in Divinity, Aberdeen University

Carriera accademica e professionale
- 2019-	Senior Research Fellow, Wycliffe Hall, Università di Oxford
- 2010-19	Professore e ricercatore, St Mary's College, Università di St Andrews, Scozia
- 2003-10	Vescovo di Durham
- 2000–3	Canon di Westminster (Lector Theologiae)
- 1994–99	Dean di Lichfield
- 1986–93	Lettore in Studi neotestamentari, Oxford University
- 1981–86	Professore di Lingua e letteratura del Nuovo Testamento, McGill University, Montreal
- 1978–81	Professore e cappellano, Downing College, Cambridge

## Punti di vista

### Gesù storico
Nelle sue ricerche sul Gesù storico, Wright accetta in parte le teorie sull'escatologia ebraica di Albert Schweitzer, pur ritenendo che essa vadano sottoposte ad una profonda revisione. Egli si oppone invece allo scetticismo di William Wrede e del Jesus Seminar (che egli ritiene essere i moderni eredi di Wrede), secondo i quali Gesù sarebbe un filosofo cinico od un riformatore religioso. Wright ritiene che Gesù fosse un profeta escatologico ebraico che seguiva le orme dei profeti dell'Antico Testamento (Elia, Geremia ecc.), considerando se stesso il Messia inviato da Dio per liberare il popolo ebraico. Gesù era, secondo Wright, profondamente ebreo, ma si opponeva però ad alcuni aspetti del giudaismo del I secolo; similmente, egli ritiene che Gesù fosse "profondamente sovversivo", ma non dal punto di vista politico e militare (differenziandosi quindi da altri aspiranti messia dell'epoca, come Teuda, Giuda il Galileo o Simon Bar Kokheba), bensì dal punto di vista religioso e spirituale.
Le sue posizioni sono simili, in un certo senso, a quelle di Ed Parish Sanders e del meno noto Benjamin Franklin Meyer (che Wright ha definito "l'eroe sconosciuto degli studi neo-testamentari"). Egli non concorda però con la posizione di Sanders che i Farisei non si sarebbero opposti in maniera così risoluta contro Gesù come affermano i Vangeli. Ha difeso la storicità della risurrezione di Gesù e ritiene che la Seconda venuta di Cristo e la risurrezione dei morti avverranno letteralmente.

## Influenza e controversie
La sua opera storica è stata lodata da molti studiosi, fra cui James Dunn, Gordon Fee, Richard Hays e Rowan Williams, Arcivescovo emerito di Canterbury. Wright è stato lodato anche da alcuni cattolici, come il vescovo Richard Barron, che ha citato le opere storiche di Wright in numerose occasioni.
Critiche al suo lavoro sono invece giunte da varie parti del campo teologico: alcuni teologi riformati, come John Piper hanno criticato la teologia di Wright, soprattutto sul tema della giustificazione tramite sola fede.
Nell'ambito della "Terza ricerca del Gesù storico", Wright ha avuto forti divergenze con Marcus Borg, condensate nel volume Quale Gesù? Due letture (orig. ingl. The Meanings of Jesus. Two Visions), in cui si percepisce però la loro reciproca ammirazione e il loro reciproco rispetto.

## Opere
In italiano
- N.T. Wright, Che cosa ha veramente detto Paolo, Claudiana, Torino, 1999.
- N.T. Wright, Un momento di festa, Edizioni San Paolo, Cinisello Balsamo, 2000.
- N.T. Wright, Gesù di Nazareth. Sfide e provocazioni, Claudiana, Torino, 2005.
- N.T. Wright, Risurrezione, Claudiana, Torino, 2006.
- N.T. Wright e Marcus Borg, Quale Gesù. Due letture, Claudiana, Torino, 2007.
- N.T. Wright, Giuda e il vangelo di Gesù, Queriniana, Brescia, 2007
- N.T. Wright, L'apostolo Paolo, Claudiana, Torino, 2008.
- N.T. Wright, I salmi. Perché sono essenziali, Claudiana, Torino, 2014.
- N.T. Wright, Semplicemente cristiano, Claudiana, Torino, 2014.
- N.T. Wright, Il potere e la verità, Editrice Missionaria Italiana, Verona, 2016.
- N.T. Wright, Dio, la pandemia e noi, Edizioni GBU, Chieti, 2020